# Собор святого Иосифа (Макапа)
Собор Святого Иосифа (порт. Catedral São José) — католический храм в городе Макапа, штат Амапа, Бразилия. Кафедральный собор епархии Макапы. Находится на улице Av. General Gurjão, 588.
В 1949 году в Макапе была создана территориальная прелатура Макапы, которая в 1980 году была преобразована в епархию буллой «Unius Apostolicae» римского папы Иоанном Павлом II. До 1996 года собором епархии Макапы был небольшой храм святого Иосифа, который был построен в 1761 году по проекту итальянского архитектора Джузеппе Антонио Ланди, построившего в 1753 году собор Пресвятой Девы Марии Благодати в Белене. В связи с тем, что храм святого Иосифа из-за своих небольших размеров в конце XX века уже не мог вмещать значительно увеличившееся число верующих, епископ Джованни Риссати принял решение о строительстве нового кафедрального собора.
Строительство нового собора перед кладбищем Conceição началось в 1996 году. 19 марта 2006 года, в День святого Иосифа, покровителя города, состоялось освящение храма епископом Педро Хосе Конти.